# ژوماکی (شهرستان شدلتسه)
ژوماکی (به لهستانی:  Ziomaki) یک روستا در لهستان است که در گمینا موکوبوده واقع شده‌است.